# Caecognathia vanhoeffeni
Caecognathia vanhoeffeni is een pissebed uit de familie Gnathiidae. De wetenschappelijke naam van de soort is voor het eerst geldig gepubliceerd in 1962 door Menzies.